# 恋愛小説と、通過列車と、1gのため息。
『恋愛小説と、通過列車と、1gのため息。』（れんあいしょうせつと、つうかれっしゃと、いちグラムのためいき）は音楽グループGoose houseに所属するシンガーソングライター7名によるソロ・コンピレーション・アルバム。2016年7月6日発売。

## 概要
Goose houseの各メンバーは元々シンガーソングライターとして活動しており、本作ではメンバー7人のソロ楽曲を集めた初のソロ・コンピレーション・アルバムとなっている。収録曲の歌詞には、アルバムのタイトルに登場する「恋愛小説」、「通過列車」および「1gのため息」の3語が使用されている。
発売前に、各メンバーによる曲紹介やコメントが収録された動画がYouTubeにアップロードされている。
先着予約特典として、各メンバーの写真がプリントされた缶バッジ『Gooseメンバー誰かの缶バッジ』の配布(7種類からランダム)があった。

## 収録曲
1. 放課後ヒロイン / 齊藤ジョニー (4:04)
（作詞・作曲: 齊藤ジョニー / 編曲: WABISABI）
学校を舞台とした「一途な恋」を描いた楽曲。エレクトリック・ギターが使用されており、ロック調のアレンジになっている[3]。
2. ひだまり / 沙夜香 (4:39)
（作詞・作曲: 沙夜香 / 編曲: WABISABI）
失恋ソングで、弦楽四重奏が取り入れられている[4]。
3. 25時のシンデレラ / マナミ (4:45)
（作詞・作曲: マナミ / WABISABI）
「女はいつまでも女の子でいたい」をテーマとした楽曲で、スウィング・ジャズ調のアレンジになっている[5]。
4. 失くした恋の忘れ方 / 工藤秀平 (4:20)
（作詞・作曲: 工藤秀平 / 編曲: WABISABI）
「自分が想いを寄せる相手に恋人がいて、その想いを寄せる相手がフラれた時に自分はどうする？」というストーリーになっている。冒頭のコーラスは、工藤による多重コーラスとなっている[6]。
なお、この楽曲が工藤にとって初のソロ曲となる。
5. ずるいよ！ / 竹澤汀 (4:18)
（作詞・作曲: 竹澤汀）
6. 泣かないのは、もう / 竹渕慶 (5:02)
（作詞・作曲: 竹渕慶）
タイトルや楽曲について、竹渕は「『泣いた後に素敵な出会いが待っているのではないか』ということを考えながら書いた」とコメントしている[7]。
7. 年上の彼女 / ワタナベシュウヘイ (4:32)
（作詞・作曲・編曲: ワタナベシュウヘイ）
年上の彼女が出来た男性を主人公とした楽曲。レコーディングは一発録りで行なわれた[8]。
なお、本作で唯一作詞・作曲・編曲すべてをメンバーのみで手がけた楽曲となっている。

## パーソネル
- WABISABI: Sound Producer（M-1 - 4）
- 河野圭: Sound Producer (M-5,6)
- 川崎洋(ビクタースタジオ): Mastering Engineer